# Iron Man (pel·lícula)
Iron Man (literalment en català "Home de ferro") és una pel·lícula estatunidenca de superherois de 2008, dirigida per Jon Favreau i basada en el personatge de còmic Iron Man de Marvel, creat per Stan Lee i Jack Kirby. El film és protagonitzat per Robert Downey Jr., i ha estat doblada al català.

## Preproducció
Al principi New P.T. Cinema va anunciar que Jon Favreau dirigiria aquesta pel·lícula i es començaria a filmar en el 2006. Després, el 28 d'abril del 2006 es va anunciar que Jon Favreau es faria càrrec de la direcció, i la distribuïdora seria Paramount Pictures. El pressupost és d'aproximadament 100.000.000 de dòlars U.S.A. i es va començar a filmar el febrer de 2007 a Los Angeles. El dibuixant de còmics Adi Granov està al càrrec del disseny de l'armadura. L'actor que dona vida a Tony Stark / Iron Man és Robert Downey Jr. i Terrence Howard és Jim Rodhes. Es començarà a treballar en la captura de moviment vuit mesos després de completar la fotografia perquè els moviments amb l'armadura no es vegin forçats.

## Argument
La pel·lícula segueix de forma bastant fidel als còmics, sent tant l'armadura com la majoria dels personatges pràcticament idèntics. Tony Stark és un industrial milionari, faldiller i genial inventor, amo de Stark Enterprises, una poderosa empresa de la costa oest dels Estats Units el negoci del qual consisteix en la fabricació i venda d'armes d'alta tecnologia.
Després d'una demostració a l'Afganistan del devastador nou míssil Jericó per a l'exèrcit nord-americà, Tony Stark és segrestat pel grup terrorista anomenat els 10 Anells del Mandarí. Desperta en una cel·la-taller dins d'una cova, amb un aparell empeltat en el seu pit i connectat a una bateria d'automòbil, que després descobreix que és un electroimant que manté la metralla allunyada del cor de Stark. Coneix llavors Yinsen, un altre presoner afganès, que li explica que les ferides sofertes durant l'assalt l'haurien matat en una setmana de no ser pel dispositiu que ell mateix li ha empeltat. A continuació, els terroristes entren a la cel·la i obliguen amb tortura Stark a acceptar fabricar-los un míssil Jericó. Irònicament, tant les armes utilitzades pels terroristes com els materials que li faciliten han estat fabricats per la mateixa empresa de Stark, Stark Enterprises.
En comptes de fabricar el míssil, Stark fabrica una poderosa bateria, de la mida d'un puny, per empeltar-la-hi com reemplaço de la que li va implantar Yinsen. A continuació, construeix una armadura de combat per fugir; però la fugida es complica i Yinsen acaba donant la seva vida per garantir el seu èxit. L'armadura esclata en mil trossos al desert; més tard, Stark és rescatat per James "Rhodey" Rhodes, el seu millor amic i oficial de l'exèrcit.
En arribar als EUA, Stark anuncia que Stark Enterprises no tornarà a fabricar armes. Això desencadena una brutal caiguda de l'empresa en borsa, i fa que la junta directiva busqui declarar-lo incapaç de dirigir l'empresa. La reacció de Stark és deixar-lo tot a les mans d'Obadiah Stane, l'home de confiança tant del seu difunt pare com d'ell, per dedicar tot el seu temps a la construcció d'una nova armadura.
Una vegada construïda, s'assabenta per la televisió que els terroristes que el van segrestar han desencadenat una campanya de terror entre els civils afganesos amb armes marca Stark. Vola fins allà amb la seva armadura, i els ataca, deixant amb vida només el seu cap, a qui deixa a les mans de les seves víctimes. A la tornada, té un enfrontament amb caceres nord-americanes, que acaba amb la destrucció d'un d'ells.
Stark descobreix, amb l'ajuda de la seva secretària "Pepper" Potts, que no solament Stane ha continuat venent armes, sinó que el seu segrest va ser originalment un pla per matar-lo, però quan els líders dels 10 Anells van veure a qui havien capturat, van canviar de plans. Stane viatja fins a l'Afganistan, on mata el líder dels 10 Anells i els seus homes, emportant-se les restes de l'armadura que els terroristes havien rescatat del desert.
Finalment, Potts, amb l'ajuda d'agents d'una nova agència governamental sense nom definitiu, detindrà Stane per la seva traïció. Però Stane, que havia estat intentant reconstruir l'armadura de Stark, va fins a casa seva, el paralitza, i li roba la bateria del pit, ja que és l'única peça que no pot replicar. A continuació, en veure's emboscat pel grup de Potts, es posa la seva nova armadura, més gran i poderosa que les altres. Llavors apareix Stark, rescatat per Rhodes, amb la seva armadura, i lluiten fins que, finalment, Stane mor.
Descoberta ja l'existència de l'armadura per la premsa, que bateja el nou heroi com "Iron Man", Stark es veu obligat a explicar a la premsa l'ocorregut. La nova agència governamental, de nou batejada com a S.H.I.E.L.D. ("Escut"), li ofereix el seu suport i li escriu un discurs segons el qual Iron Man seria un guardaespatlles de Stark (com ocorria al còmic durant els seus 40 primers anys). La pel·lícula acaba amb Stark tirant les notes de SHIELD i reconeixent davant de la premsa que ell és Iron Man.
Després dels crèdits hi ha una escena extra, en la qual Nick Fury (interpretat per Samuel L. Jackson), el director executiu de S.H.I.E.L.D., es presenta a Stark dient-li que Iron Man és només el principi de tot un nou univers, i oferint-li unir-se a la "Iniciativa Els Venjadors".
Durant la pel·lícula s'insinuen a més les següents trames clàssiques del còmic amb vista a seqüeles:
- El romanç entre Stark i la seva secretària.
- Rhodes posant-se una armadura similar a la d'Iron Man.
- L'alcoholisme de Stark.

## Repartiment

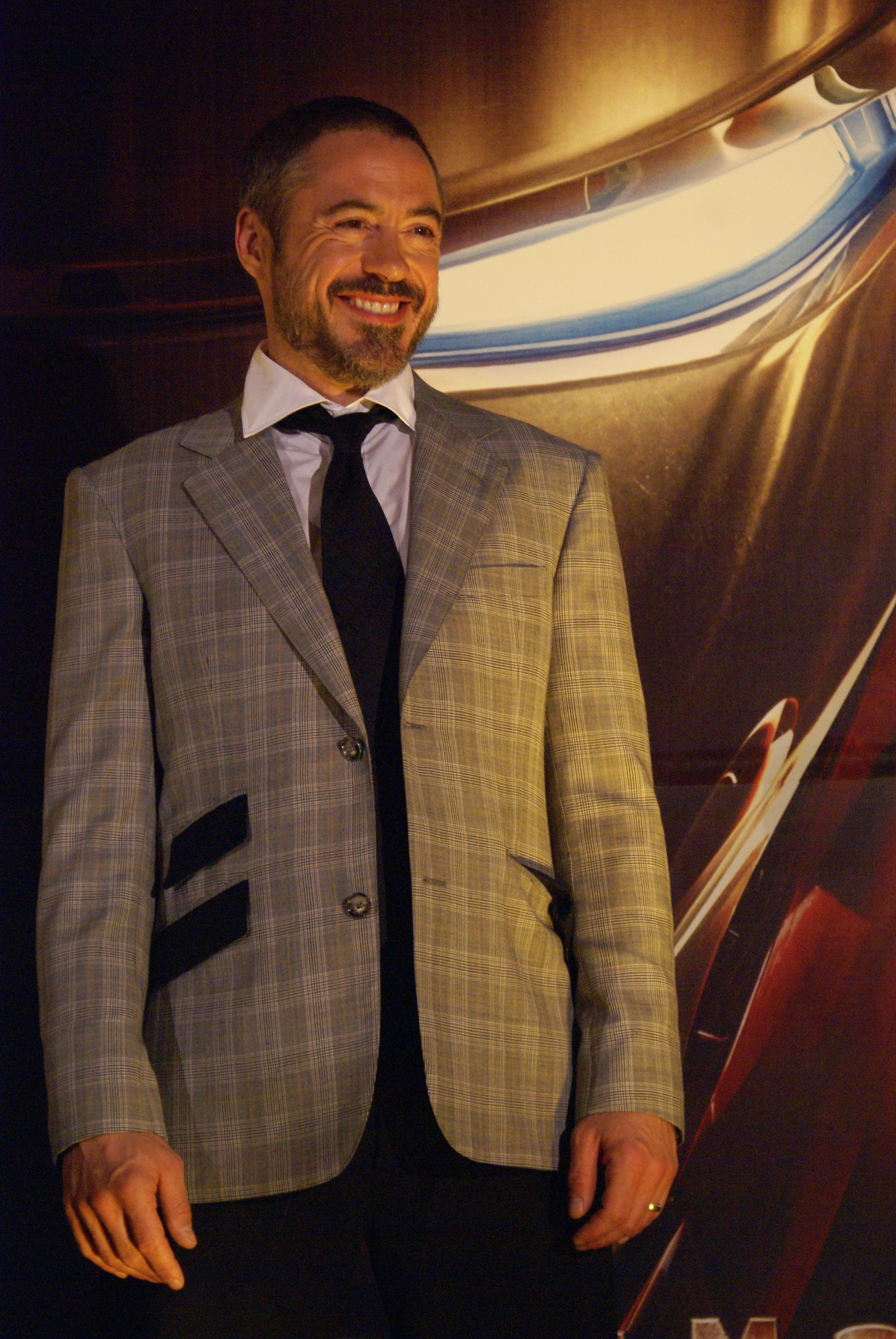
Robert Downey Jr (actor)

- Robert Downey Jr. és Anthony "Tony" Stark / Iron Man: un industrial bilionari, geni inventor, i playboy consumat, és un executiu de Stark Industries, una manufacturadora d'armes per a la milícia nord-americana. Sent el fill de l'enginyer del Projecte Manhattan, Howard Stark, Stark és un prodigi que aconsegueixo construir una taula de circuits als seus 4 anys i un motor als seus 6 anys, asi com haver-se graduat de la MIT en summa cum laude a l'edat de 17, breument després d'heretar Indústries Stark posteriorment a la mort dels seus pares. El construeix una armadura de poder escapar per a poder després de ser segrestat per terroristes afganesos.
- Terrence Howard és el tinent coronel James "Rhodey" Rhodes: un pilot amic de Stark, i la connexió entre Stark Industries i el departament d'adquisicions de la milícia.
- Gwyneth Paltrow és Virgínia "Pepper" Potts: la secretària personal de Stark i actual interès amorós.
- Jeff Bridges és Obadiah Stane / Iron Monger: el segon en comando de Stark, que desitja el control de la compañia. Quan Stark declara que el no fabriqués més armes, Stane roba els plans de l'armadura Mark I per crear la pròpia. La seva versió de l'armadura és de major mida i amb major armament que la de Stark.
- Shaun Toub és Dr. Yinsen: l'amic captivo de Stark a l'Afganistan. Ell és un cirurgià que ha viatjat pel món i va ser segrestat pel grup terrorista: "Els deu anells". Ell salva Stark de la mort quan aquest és danyat pels fragments de metralla, i aquest el salva en utilitzar un electromagnet per suspendre els fragments que no va poder remoure, els quals podrien causar-li un dany fatal al cor de Stark. Ell actua com a mentor de Stark ensenyant-li la humilitat durant el temps que van portar junt, i sent un dels motius pels quals canviar la direcció de la companyia. L'ajudo en la creació de l'armadura Mark I, amb la qual ajudo Stark a escapar dels seus capturadors. En els còmics, Yinsen és d'origen Xinès i físic, però a la pel·lícula el prové d'un llogarret afganès anomenat Gulmira.
- Faran Tahir és Raça: un terrorista enviat per Stark, que li ordena a aquest construir un míssil teledirigit per a la seva organització, els Deu Anells.
- Leslie Bibb és Christine Everhart: una columnista de la revista Vanity Fair amb la qual Stark s'ajeu abans de partir cap a Afghanistan. Posteriorment ella apareix de nou per dir-li a Stark sobre l'aparició de l'organització "Els Deu Anells" a Gulmira. Ella sospita que Stark pugui ser Iron Man.
- Clark Gregg és Agent Phil Coulson: un agent de l'organització S.H.I.E.L.D
- Samuel L. Jackson és Nick Fury: cap de l'organització S.H.I.E.L.D, qui apareix per informar Stark sobre la creació d'un nou equip

## Seqüela
El director Jon Favreau va comentar que en aquest primer film no inclourà problemes personals de Stark com l'alcoholisme. Favreau va deixar en clar que d'haver-hi seqüeles, les dificultats de Stark serien explorades. Favreau va planejar inicialment Iron Man com una trilogia, amb tots els actors amb un contracte firmat. A més a més, va indicar el seu interès per treballar amb els dolents Mandarí i Fing Fang Foom, de poder adaptar-los al to de les pel·lícules.
També va afirmar que hi hauria spin-offs en acabar la trilogia com per exemple: War Machine/James Rhodes i d'Obadiah Stane/Iron Monger.
Com a dada extra, Downey va tenir un cameo a la pel·lícula L'increïble Hulk. Favreau ha mostrat l'interès per dirigir a Downey com Iron Man, però en Els Venjadors.

## Marvel Studios
Iron Man és la primera pel·lícula produïda directament per Marvel Studios, que fins ara s'havia limitat a coproduir i cedir llicències.

## Premis i nominacions

### Nominacions
- 2009: Oscar a la millor edició de so per Frank E. Eulner i Christopher Boyes
- 2009: Oscar als millors efectes visuals per John Nelson, Ben Snow, Daniel Sudick i Shane Mahan
- 2009: BAFTA als millors efectes visuals per Hal T. Hickel, Shane Mahan, John Nelson i Ben Snow
- 2009: Grammy al millor àlbum de banda sonora per pel·lícula, televisió o altre mitjà visual per Ramin Djawadi